# Sonora michoacanensis
Sonora michoacanensis är en ormart som beskrevs av Dugès 1884. Sonora michoacanensis ingår i släktet Sonora och familjen snokar.
Sonora michoacanensis kan vara helt rödaktigt eller den har flera ringar i varierande färg.
Denna orm förekommer i västra och centrala Mexiko i delstaterna Colima, Guerrero, Michoacan, Morelos och Puebla. Arten lever i låglandet och i bergstrakter upp till 1000 meter över havet. Sonora michoacanensis vistas i lövfällande och i buskskogar. Honor lägger ägg.
För beståndet är inga hot kända. Hela populationen anses vara stabil. IUCN kategoriserar arten globalt som livskraftig.

## Underarter
Arten delas in i följande underarter:
- S. m. michoacanensis
- S. m. mutabilis